# Coleophora rosacella
Coleophora rosacella é uma espécie de mariposa do gênero Coleophora pertencente à família Coleophoridae.